# ليمبيكاني مزافا
ليمبيكاني مزافا (بالإنجليزية: Limbikani Mzava) (12 نوفمبر 1993 ببلانتاير في مالاوي - ) هو لاعب كرة قدم ملاوي في مركزي الظهير والدفاع. شارك مع منتخب مالاوي لكرة القدم. أما مع النوادي، فقد لعب مع نادي مبومالانجا بلاك أسأت وإسكوم يونايتد ‏ ونادي بلومفونتين سيلتيك.

## وصلات خارجية
- ليمبيكاني مزافا على موقع قاعدة بيانات كرة القدم.إي يو (الإنجليزية)
- ليمبيكاني مزافا على موقع ناشيونال فوتبول تيمز (الإنجليزية)
- ليمبيكاني مزافا على موقع Soccerway.com (الإنجليزية)